# フォークナー病院
フォークナー病院（フォークナーびょういん、Faulkner Hospital）は、アメリカ合衆国マサチューセッツ州ボストンのジャマイカプレイン地区にある病床150の大学病院である。タフツ大学およびハーバード大学のメディカル・スクールと提携している。
1900年に開院した。1998年にブリガム・アンド・ウィメンズ病院と合併して以来パートナーズ・ヘルスケア傘下のブリガム・アンド・ウィメンズ・フォークナー医療法人が運営している。
2001年にハーバード先駆医学連盟が一次医療および二次医療の提供を始めた。2004年にダナ・ファーバー癌研究所が500万ドルをかけて癌治療センターを開設した。